# Teising
Teising – miejscowość i gmina w Niemczech, w kraju związkowym Bawaria, w rejencji Górna Bawaria, w regionie Südostoberbayern, w powiecie Altötting. Leży około 5 km na zachód od Altötting, przy drodze B12.

## Demografia
| Rok  | Liczba mieszk. |
| ---- | -------------- |
| 1970 | 846            |
| 1987 | 1 477          |
| 2000 | 1 987          |

## Polityka
Wójtem gminy jest Johann Hiebl, rada gminy składa się z 12 osób.
|      | CSU/Teisinger Liste | FW/BL | Teisinger Liste | CSU/FOP | Razem |
| 2008 | 8                   | 4     | -               | -       | 12    |
| 2002 | -                   | 4     | 5               | 3       | 12    |